# Хаустов, Григорий Павлович
Григо́рий Па́влович Ха́устов (род. 30 сентября 1939) — старший инспектор-лётчик военно-воздушных сил 40-й армии Краснознамённого Туркестанского военного округа (ограниченный контингент советских войск в Демократической Республике Афганистан), полковник.

## Биография
Родился 30 сентября 1939 года в станице Успенская Белоглинского района Краснодарского края в крестьянской семье. Его отец — Павел Александрович — потомственный казак, участник Великой Отечественной войны, работал шофёром, а мать — Анна Прокофьевна — труженицей в хозяйстве.
В 1957 году окончил среднюю школу № 2 (ныне СОШ № 31), четырёхмесячные шофёрские курсы в Краснодаре и пошёл работать в родной колхоз «Память Ленина». Русский. Член КПСС с 1963 года.

### Служба в армии
В Советской Армии служил срочную службу с ноября 1958 года по сентябрь 1961 года, уволен в запас в звании сержанта. Мечтал служить в авиации, ему несколько раз отказывали из-за возраста (в лётное училище принимали до 21 года, а ему уже исполнилось 22), но после многочисленных писем и заявлений ему было разрешено поступить в училище в порядке исключения. Вновь в Советской Армии с сентября 1963 года. В 1967 году с отличием окончил Качинское высшее военное авиационное училище лётчиков. Служил на различных должностях. Став лётчиком самого высокого класса, Г. Хаустов поднимался в небо в разных уголках не только СССР, но и мира. На современных истребителях конструкторских бюро Сухова и Микояна-Гуревича он взлетал в Германии, Чехословакии. Воевал в Египте в составе группы СВС, был военным советником на Мадагаскаре, где обучал юношей искусству пилотирования.
Военный лётчик-снайпер летал на самолётах Су-17, Су-25, МиГ-23, МиГ-27 всех модификаций.
В составе ограниченного контингента советских войск в Республике Афганистан находился дважды с июля 1986 года по октябрь 1987 года с должности старшего штурмана Управления ВВС 40-й армии и с апреля 1988 года по февраль 1989 года в должности старшего лётчика-инспектора.
Выполняя наиболее сложные задания, лично возглавлял в небе группы, наводя на цель, контролируя результаты ударов. Так было и при нанесении удара группой самолётов Су-17 по крупной базе Рабанти Джали, прикрытой двумя звеньями Ф-4 иранский ВВС и мощными зенитно-ракетными средствами ПВО. Группа, выполнив задачу, вернулась без потерь. Во время боевого вылета 15 октября 1988 года, выполняя задачу по прикрытию группы нанесения бомбового удара по укрепрайону душманов недалеко от пакистанской границы, своевременно обнаружил выходящие в атаку два пакистанских F-16, вывел своё звено на перехват, заставив пакистанских лётчиков развернуться и уйти на свою территорию.
За весь период службы в Республике Афганистан выполнил 734 боевых вылета (по другим данным, 670), налетав при этом около 1000 часов.
В качестве начальника штурмовой службы ВВС 40-й армии полковник Г. П. Хаустов принимал непосредственное участие в разработке и осуществлении многих боевых операций, лично наводя на цель, контролируя результаты ударов, ходил в разведку и штурмовку днём и ночью и, почти не отдыхая, вводил в строй прибывающих лётчиков.
Старший инспектор-лётчик ВВС 40-й армии полковник Григорий Xаустов выполнил 605 боевых вылетов для нанесения бомбо-штурмовых ударов, ведения воздушной разведки, обеспечения боевых действий сухопутных войск в провинциях Кандагар, Нангархар, Герат, Кунар, Кундуз и других. В составе группы и лично уничтожил 35 пулемётных точек, 46 миномётов, 17 зенитных установок, 27 пусковых установок реактивных снарядов, 41 автомобиль, 17 караванов с оружием, 14 складов.
Указом Президиума Верховного Совета от 16 июня 1989 года за мужество и героизм, проявленные при оказании интернациональной помощи Демократической Республике Афганистан, полковнику Хаустову Григорию Павловичу присвоено звание Героя Советского Союза с вручением ордена Ленина и медали «Золотая Звезда» (№ 11599).
После возвращения в Советский Союз служил в Краснознамённом Одесском военном округе.

### После службы
С 1991 года полковник Г. П. Хаустов — в запасе. Живёт в городе Краснодар. Ведёт большую общественную работу среди ветеранов Кубани. Активно участвует в общественно-политической жизни. Много сил и энергии он отдаёт патриотическому воспитанию молодёжи, защите интересов ветеранских организаций.

## Награды и звания
- Медаль «Золотая Звезда» № 11599;
- орден Ленина;
- орден Красного Знамени;
- орден Красной Звезды;
- Медаль ордена «За заслуги перед Отечеством» II степени (3.07.2019[5]);
- медаль «В ознаменование 100-летия со дня рождения Владимира Ильича Ленина» (6 апреля 1970);
- юбилейная медаль «Двадцать лет Победы в Великой Отечественной войне 1941—1945 гг.»;
- медаль «Ветеран Вооружённых Сил СССР»;
- юбилейная медаль «50 лет Вооружённых Сил СССР»;
- юбилейная медаль «60 лет Вооружённых Сил СССР»[6];
- юбилейная медаль «70 лет Вооружённых Сил СССР»[7];
- медаль «За безупречную службу» I степени;
- медаль «За безупречную службу» II степени;
- медаль «За безупречную службу» III степени;
- медаль «За ратную доблесть»;
- нагрудный знак «Воину-интернационалисту»;
- другие медали.
- удостоен памятной медали администрации Краснодарского края «За выдающийся вклад в развитие Кубани» II-й степени.
- в августе 2011 года решением Совета депутатов Белоглинского района Краснодарского края Г. П. Хаустову присвоено звание «Почётный гражданин Белоглинского района».

Иностранные:
- орден Демократической Республики Афганистан «За храбрость» I-й степени;
- орден Демократической Республики Афганистан «За храбрость» II-й степени;
- медаль «10 лет Саурской революции»;
- медаль «Воину-интернационалисту от благодарного афганского народа».

## Семья
- Жена — Тамара Васильевна, инженер.
- Сын — Владимир Григорьевич, участник боевых действий на Северном Кавказе, полковник запаса, кандидат военных наук.
- Дочь — Анна Григорьевна, инженер-экономист.
- Имеет 3 внуков.

## Память
- Имя Героя на мемориальной арке в Краснодаре.